# Callisto Pasuwa
Callisto Pasuwa (Umtali, 20 giugno 1970) è un allenatore di calcio ed ex calciatore zimbabwese, di ruolo centrocampista, commissario tecnico della nazionale malawiana.

## Carriera

### Giocatore

#### Allenatore
Tra il 1997 ed il 2006 ha giocato in varie squadre del campionato zimbabwese.

#### Nazionale
Ha giocato 12 partite in nazionale.

### Allenatore
Dall'agosto del 2011 al 31 dicembre 2013 allena i Dynamos (squadra nella quale aveva anche giocato da calciatore) nella prima divisione dello Zimbabwe.
Il 19 dicembre 2015 diventa commissario tecnico della nazionale dello Zimbabwe, con la quale si qualifica alla Coppa d'Africa 2017; mantiene l'incarico fino al 2017.
Dal 2018 al 2023 allena i Big Bullets, club della prima divisione del Malawi, Paese di cui nel 2023 per un periodo è anche commissario tecnico ad interim della nazionale.

## Palmarès

### Giocatore

#### Competizioni nazionali
- Campionato zimbabwese: 1

Dynamos: 1997

### Allenatore

#### Competizioni nazionali
- Campionato zimbabwese: 3

Dynamos: 2011, 2012, 2013
- Campionato malawiano: 5

Big Bullets: 2018, 2019, 2020-2021, 2022, 2023
- FDH Bank Knockout Cup: 1

Big Bullets: 2022